# オカルト

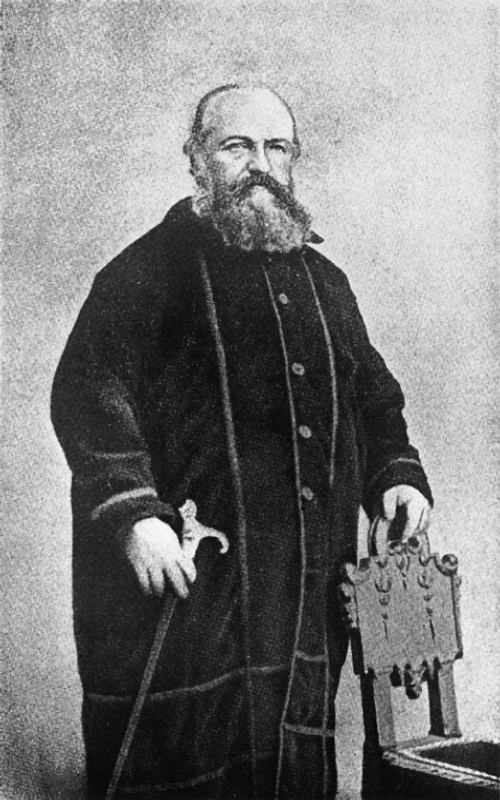
隠秘学思想家エリファス・レヴィ

オカルト（英語: occult）は、秘学・神秘（的なこと）・超自然的なものをさす用語。オカルティズム（仏: occultisme、英: occultism、独: Okkultismus）、神秘学、隠秘学（おんひがく、いんぴがく）、玄秘学とも。日本では西洋の用法だけでなく、「怪奇・異様」な印象を受けるものを広く含む雑多で曖昧な言葉としても使われている。

## 概説
オカルトは、ラテン語: occulere の過去分詞 occulta（隠されたもの）を語源とする。目で見たり、触れて感じたりすることのできないことを意味する。オカルティズムは occult の派生語で、オカルト信仰、神秘学、オカルト研究を意味する。本来は占星術、錬金術、魔術などの実践を指し、これらを occult sciences （オカルト学）と総称することもある。
フランスのエソテリシズム（秘教）史家アントワーヌ・フェーブルの推定によれば、occultisme という言葉自体は19世紀のフランス人魔術師エリファス・レヴィが最初に用いたもので、彼が能動的な魔術体系を提唱した時に使用した語である。その英語形であるオカルティズムは神智学者のA・P・シネットによって1880年代に英語圏に導入され、「オカルト」という形容詞はこれ以降が英語圏で一般に使用されるようになったとされる。
（英語で）オカルティズムが比較的限定的に用いられたのに比べて、オカルトは広く用いられた（日本語でオカルトはさらに広く用いられた。後述）。一般的にオカルティズムという語は、近代の西洋神秘思想、秘教的フリーメイソン結社などのある種の秘密結社や黄金の夜明け団のような魔術結社・オカルト教団の教義、世界観、知識体系やその実践などに使われる。事実上、しばしばエソテリシズムと同じ意味に用いられる。オカルティズムを諸実践・諸技法に限定し、その背景にある理論的信念体系をエソテリシズムと呼んで区別したり、エソテリシズムの下位概念とする向きもあるが、一般的には両者の意味・用法は錯綜しており、区別は曖昧である。
オカルトと呼びうるものは古代より行われており、ルネサンス期になるとオカルト哲学・オカルト諸学という言葉が使われるようになった。オカルトの近代的な形態は、産業革命と自然科学の進展の時代にあって、心霊主義や幻想文学とともに、近代西欧の合理主義や実証主義の風潮に対するオルタナティブな思潮として登場したとも評されるが、基本的にはそれ以前の様々なオカルトの延長線上に多発した諸潮流であって、一つのまとまりのある思想運動であったわけではない。
19世紀の西洋では、現代ではオカルトの範疇とされる「催眠術」や「動物磁気」の研究は、個としての意識の限界を超える何かを求める科学として、医学者や物理学者によって実践されてきた。歴史的にみれば科学とオカルトの境界線というのは明瞭なものではない。合理的な理性によって万物を理解しようとする近現代の自然科学とは相反するが、近現代のオカルトは近現代のものであるがゆえに、自然科学の成果を取り入れることがよくある。（霊性進化論、量子神秘主義など）

## 日本
日蓮宗住職の長谷川正徳は、オカルトという用語はカバーする領域が広範雑多で翻訳のしようがなかったこともあり、日本では訳語もなしに「怪奇・異様という語感で受け取られたままに定着した」と述べており、秘教的・神秘的傾向を持つ東洋の宗教や超心理学等のある程度体系的なものから、UFOやアトランティス大陸・ムー大陸等の空想上の超古代文明・偽史に関する関心まで含む曖昧で雑多な言葉として使われるようになった。
日本では、このような知識についての記事が学習研究社の児童用雑誌に掲載され好評であったため、そこから派生した同社の雑誌『ムー』により、人々に広く知られるところとなった。『ムー』はオウム真理教信者の中に愛読者が多かったことで知られ、宗教学者の大田俊寛は、オウム真理教も『ムー』が始めた現代オカルトブームから発生したと語っている。

## オカルティズムの学術研究
（英語の意味での）オカルティズム、近代魔術は学術研究の領域として長らく無視されており、歴史家はほとんど扱ってこなかったが、近年この状況は是正されつつあり、イギリス、ヨーロッパ（ロシア含む）、アメリカの運動への関心が高まっている。イギリスの研究としては、次のようなものがある。
- Brandon, Ruth, 『The Spiritualists: The Passion for the Occult in the Nineteenth and Twentieth Centuries（心霊主義者たち：19世紀および20世紀のオカルトへの情熱）』 (ニューヨーク、1983年)
- Burfield, Diana, 「Theosophy and Feminism: Some Explorations in Nineteenth Century Biography（神智学とフェミニズム：19世紀の伝記におけるいくつかの探究）」Holden, Pat 編『Women's Religious Experience（女性の宗教的経験）』収録 (ロンドン、1983年)
- Oppenheim, Janet, 『The Other World: Spiritualism and Psychical Research in England（ここではない世界：1850年から1914年のイングランドにおける心霊主義と心霊研究）』, 1850–1914年 (ケンブリッジ、1985年)
- Barrow, Logie, 『Independent Spirits: Spiritualism and English Plebeians, 1850–1910（自主のスピリット：心霊主義とイギリス庶民、1850-1910年）』(ロンドン、1986年)
- Owen, Alex, 『The Darkened Room: Women, Power and Spiritualism in Late Victorian England（薄暗い部屋：ヴィクトリア朝後期のイギリスの女性、権力、心霊主義）』 (ロンドン、1989年。フィラデルフィア、1990年)
- Dixon, Joy, 『Gender, Politics, and Culture in the New Age: Theosophy in England, 1880–1935（ニューエイジのジェンダー、政治、文化：イギリスの神智学、1880-1935年）』 (ニュージャージー州立大学ラトガース校、1993年)[10]